# جلان دونيجال
جلان دونيجال (بالإنجليزية: Glen Donegal)‏ هو لاعب كرة قدم بريطاني في مركز الهجوم، ولد في 20 يونيو 1969 في نورثامبتون في المملكة المتحدة. لعب مع روشدين ودايموندز ونورثامبتون تاون.